# Ochthebius normandi
Ochthebius normandi är en skalbaggsart som beskrevs av Manfred A. Jäch 1992. Ochthebius normandi ingår i släktet Ochthebius och familjen vattenbrynsbaggar. Inga underarter finns listade i Catalogue of Life.